# 颱風黛蒂 (1993年)
颱風黛蒂（英語：Typhoon Dot，國際編號：9318，中國大陸編號：9324，聯合颱風警報中心：24W，菲律賓大氣地球物理和天文管理局：Gening）是1993年第四個要令香港懸掛八號烈風或暴風信號的熱帶氣旋，亦是香港其中一個直接發出三號強風信號以取代強烈季候風信號的熱帶氣旋。

## 影響

### 英屬香港
- 當地懸掛最高風球信號： 八號東南烈風或暴風信號
- 最接近當地時間：1993年9月27日清晨[2]
- 最接近當地位置：香港之西北偏西約150公里

1993年9月24日，香港正受到東北季候風及黛蒂共同影響，吹偏東強風，天文台於上午7時35分先發出強烈季候風信號，其時黛蒂正南海中北部，海南島東南沿岸一帶，並採取東北偏北方向趨向廣東西部。隨着影響香港的強風由黛蒂取代東北季候風為主導，天文台於9月25日下午4時15分直接懸掛三號強風信號取代強烈季候風信號，當時黛蒂集結於在香港之西南約290公里。隨着黛蒂於9月26日移近，天文台於早上9時15分改掛八號東南烈風或暴風信號 ，當時黛蒂集結於香港之西南偏西約210公里，天文台預計當日香港日間有數小時吹烈風。但是黛蒂環流細小及緊密，在懸掛八號風球期間，香港風力未有顯著增強，當時普遍吹強風，離岸海域及高地吹烈風。隨著黛蒂於當日下午登陸及香港風勢較弱，天文台於下午4時正改掛三號強風信號取代八號東南烈風或暴風信號。天文台總部此時錄得最低瞬時海平面氣壓為1005.7百帕斯卡。所有信號在下午6時正除下。但信號除下後黛蒂仍繼續逼近，於9月27日清晨才最接近香港，位於香港之西北偏西約150公里。

### 葡屬澳門
當地懸掛最高風球：  八號東南風球
澳門地球物理暨氣象台於9月25日上午10時半懸掛強烈季候風信號(黑球)，下午2時懸掛三號風球取代強烈季候風信號。9月26日，由於黛蒂進一步迫近澳門，氣象台於早上9時45分改掛八號東南風球，稍後風勢隨即減弱，於早上10時錄得黛蒂最高風速僅為每小時65公里，不過期間下起暴雨，沙梨頭、新橋等低窪地區出現輕微水浸，火船頭街與夜呣街交界有地盤棚架被吹至傾側；下午1時24分氣象台錄得最高陣風每小時91公里，及後於下午1時30分改掛三號風球。氣象台於下午3時24分錄得最低瞬時海平面氣壓為997.5百帕斯卡。三號風球期間，水坑尾街與鴨巷交界一座三層高的空置舊樓完全倒塌，未造成傷亡。隨後黛蒂逐漸遠離澳門，氣象台最後於下午6時15分除下所有風球。
黛蒂吹襲澳門期間有超過500人需要入住青洲災民中心。黛蒂亦為澳門帶來大量雨水，9月26日錄得總雨量140.8毫米。

## 熱帶氣旋信號使用記錄
| 皇家香港天文台 熱帶氣旋警告信號 | 皇家香港天文台 熱帶氣旋警告信號 | 皇家香港天文台 熱帶氣旋警告信號 |
| ------------------------------- | ------------------------------- | ------------------------------- |
| 上一熱帶氣旋                    | 三號強風信號                    | 下一熱帶氣旋                    |
| 強烈熱帶風暴貝姬                | 三號強風信號                    | 颱風埃洛                        |
| 強烈熱帶風暴貝姬                | 八號東南烈風或暴風信號          | 颱風斯寶                        |
| 強烈熱帶風暴貝姬                | 八號烈風或暴風信號              | 強烈熱帶風暴海倫                |

## 外部連結
- （英文）https://web.archive.org/web/20090826230250/http://metocph.nmci.navy.mil/jtwc.php 聯合颱風警報中心首頁
- （繁體中文）http://www.cwb.gov.tw （页面存档备份，存于） 中央氣象局首頁
- （日語）http://www.jma.go.jp/jma/index.html （页面存档备份，存于） 日本氣象廳首頁
- （英文）http://www.pagasa.dost.gov.ph/ （页面存档备份，存于） 菲律賓大氣地球物理和天文管理局首頁
- （繁體中文）http://www.hko.gov.hk （页面存档备份，存于） 香港天文台首頁
- （繁體中文）http://www.smg.gov.mo （页面存档备份，存于） 澳門地球物理暨氣象局首頁